# Gordimer (krater)
Gordimer är en nedslagskrater på planeten Merkurius, med en diameter på ungefär 58 kilometer.
2019 uppkallades kratern efter författaren och nobelpristagaren Nadine Gordimer.